# Ischnomelissa
Ischnomelissa is een geslacht van vliesvleugelige insecten van de familie Halictidae.

## Soorten
- I. cyanea Brooks & Engel, 1998
- I. ecuadoriana Brooks & Engel, 1998
- I. lescheni Brooks & Engel, 1998
- I. octogesima Brooks & Engel, 1998
- I. rasmusseni Engel & Brooks, 2002
- I. rhina Brooks & Engel, 1998
- I. zonata Engel, 1997